# Doris Singleton
Doris Singleton (28 de septiembre de 1919 – 26 de junio de 2012) fue una actriz radiofónica y televisiva de nacionalidad estadounidense, conocida sobre todo por su papel de Carolyn Appleby en el show I Love Lucy.

## Biografía
Su verdadero nombre era Dorthea Singleton, y nació en la ciudad de Nueva York. Educada como bailarina clásica, a mediados de los años 1930 bailó tres temporadas en el recién formado "Ballet Theatre", más tarde conocido como el American Ballet Theatre. A finales de dicha década actuó como vocalista en la orquesta de Art Jarrett. Su voz, grave y personal, la convirtió en una artista solicitada por la industria  radiofónica. 
Doris Singleton trabajó en Nueva York durante la Segunda Guerra Mundial, como artista invitada y como actriz regular de diferentes shows radiofónicos, entre ellos The Alan Young Show.
En 1948, durante una actuación como actriz invitada en el programa radiofónico My Favorite Husband, ella conoció a Lucille Ball, con la cual inició una larga relación profesional. Así, tuvo un papel recurrente en I Love Lucy, el de Carolyn Appleby, en diez episodios entre 1953 y 1957 (el personaje fue llamado "Lillian Appleby" en su primera aparición, pasando después a llamarse "Carolyn Appleby"). 
En 1953 hizo su debut televisivo como Gloria Harper en el episodio "Jungle Devil" de la serie Aventuras de Superman. Casualmente, la última actuación de Singleton en I Love Lucy tuvo lugar en una entrega actuando junto al Superman George Reeves (episodio 166, "Lucy and Superman"). En 1956 y 1957 actuó dos veces en la sitcom de Jackie Cooper en la NBC, The People's Choice.
Singleton volvió a trabajar con Ball en 1966 en un episodio de The Lucy Show , "Lucy and Art Linkletter", en el cual encarnaba a Ruth Cosgrove. En una entrevista publicada en The Lucy Book, de Geoffrey Mark Fidelman (Renaissance Books, p. 233), Singleton revelaba que ella había sido contratada en un principio para trabajar de modo regular en la tercera serie de Ball, Here's Lucy, en 1968. Ball interpretaría a una secretaria tonta, y Singleton a una más inteligente, pero la idea cambió cuando Ball decidió que el show se centrara más en la faceta familiar de Ball que en la laboral. Sin embargo, Singleton actuó en el primer episodio de la serie, "Mod, Mod Lucy", y el 4 de marzo de 1974 actuó en el capítulo 22 de la sexta temporada, "Lucy Carter Meets Lucille Ball".
En 1970, Singleton fue elegida para actuar en un episodio de la sitcom de la ABC Make Room For Granddaddy (una versión renovada de The Danny Thomas Show), en la cual Lucille Ball era la artista invitada. En esta producción, titulada "Lucy Carter, Houseguest", Singleton era Grace Munson, otro personaje de I Love Lucy. Su última actuación en Here's Lucy llegó en 1974, en el episodio "Lucy (Carter) Meets Lucille Ball". Singleton y Ball coincidieron una última vez en el especial de 1980 Lucy Moves to NBC.
Aunque a Singleton siempre se la reconoció por su trabajo con Lucille Ball, sus intereses artísticos fueron mucho más amplios. Ella actuó en numerosos programas televisivos además de los de Ball, entre ellos Richard Diamond, Private Detective, The Dick Van Dyke Show, Pete and Gladys, Hazel, The Twilight Zone, The Munsters, El fugitivo, Dinastía, Phyllis, Mis adorables sobrinos, Hogan's Heroes, State Trooper, y Frontier Doctor. Singleton también fue Susie, en el show de Annie Fargé para la CBS Angel, entre 1960 y 1961, y Lydia Stonehurst en el capítulo "Edith has Jury Duty" (1971) de la serie All in the Family. Otras actuaciones destacadas tuvieron lugar en dos episodios de Perry Mason, "The Crooked Candle" y "The Purple Woman". Singleton consiguió además muy buenas críticas por sus papeles dramáticos en la serie Alfred Hitchcock Presents. Otra de las producciones en las que actuó fue My Three Sons, interpretando a dos personajes diferentes con papeles recurrentes. Así, en la temporada 1964-1965 fue la madre de Meredith MacRae, y en la 1970-1971 fue la madre de Ronne Troup. Su último papel importante llegó con Deadly Messages (1985), aunque en años siguientes siguió actuando en publicidad, destacando su trabajo para Hills Brothers' Coffee.
Doris Singleton falleció en junio de 2012 en Los Ángeles, California, a causa de las complicaciones surgidas por un cáncer. Tenía 92 años de edad. Fue enterrada en el Cementerio Forest Lawn Memorial Park de Hollywood Hills. Ella era la última superviviente del reparto adulto de los diferentes shows de "Lucy" shows.

## Selección de su filmografía
- Affair in Reno (1957)[5]
- Voice in the Mirror (1958)
- Amelia Earhart (1976)
- Deadly Messages (1985)